# Cerviculture
La cerviculture est l'activité visant à faire naître des espèces de la famille des Cervidae, au profit de l’activité humaine. Ces animaux sont considérés comme du gibier d’élevage, au même titre que les ratites d’élevage et les mammifères terrestres d’élevage autres que les ongulés domestiques (bovins, équidés, porcs, ovins, caprins). Au niveau européen, la Grande Bretagne est la plus grande productrice de cerfs avec 50 000 individus, et l’Allemagne est la plus grande productrice de daims avec 60 000 individus. En France, on ne dénombre que 130 élevages professionnels de cerfs et de daims d’élevages.  La cerviculture requiert l’acquisition d’un certificat de capacité propre à l’espèce que l’éleveur doit demander auprès du préfet et des services vétérinaires.

## Histoire

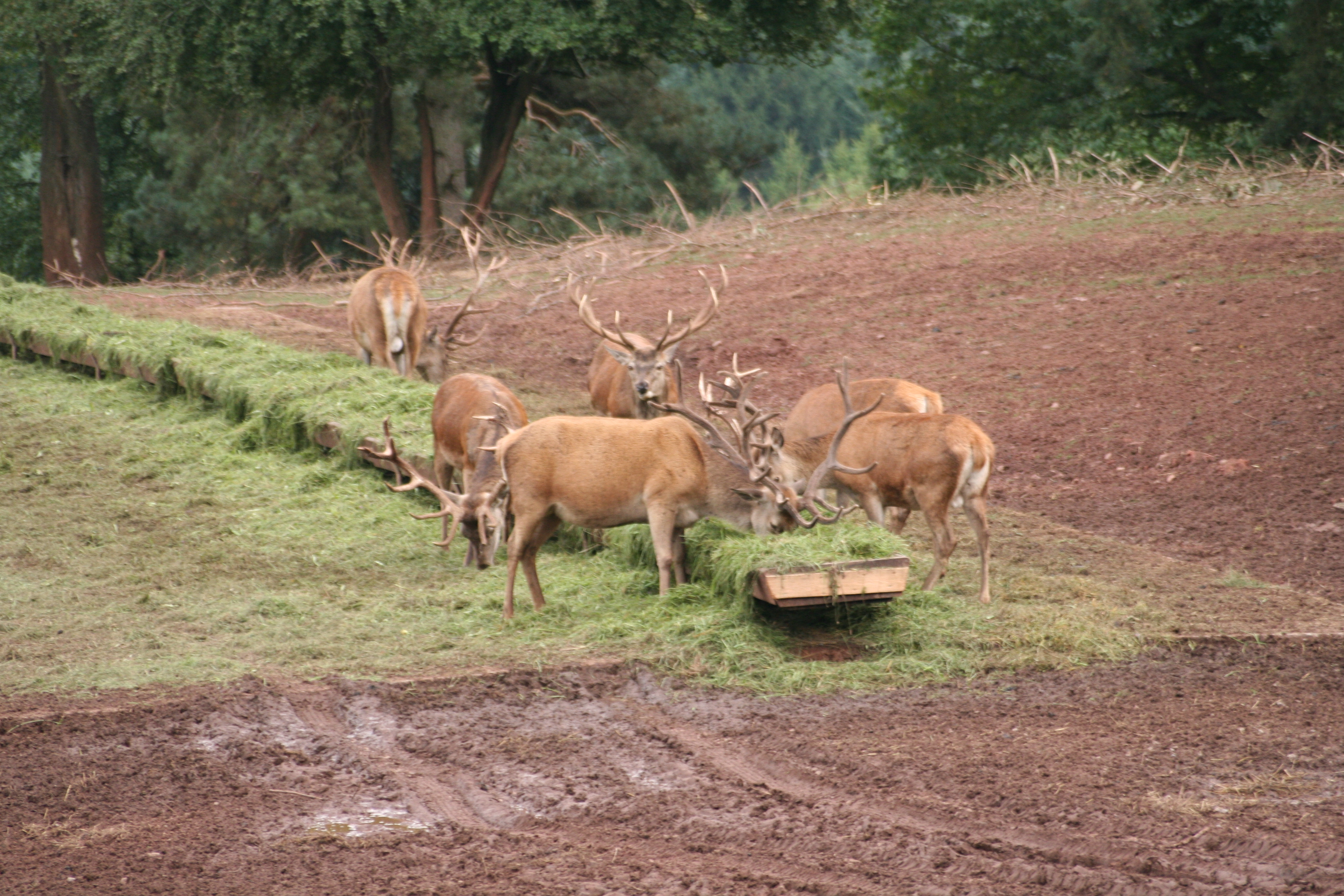
Cerfs d'élevage à l'auge

Les premières traces de domestication des cervidés remontent à celles du renne aux environs de 1000 avant Jésus-Christ, en Sibérie. Dans l’Antiquité, les Romains élevaient des cervidés en captivité pour l’agrément, mais aussi pour la production de viande. Depuis le Moyen Age, daims cerfs et chevreuils sont maintenus en parcs pour la chasse de loisir dans différents pays d’Europe.

## Les espèces

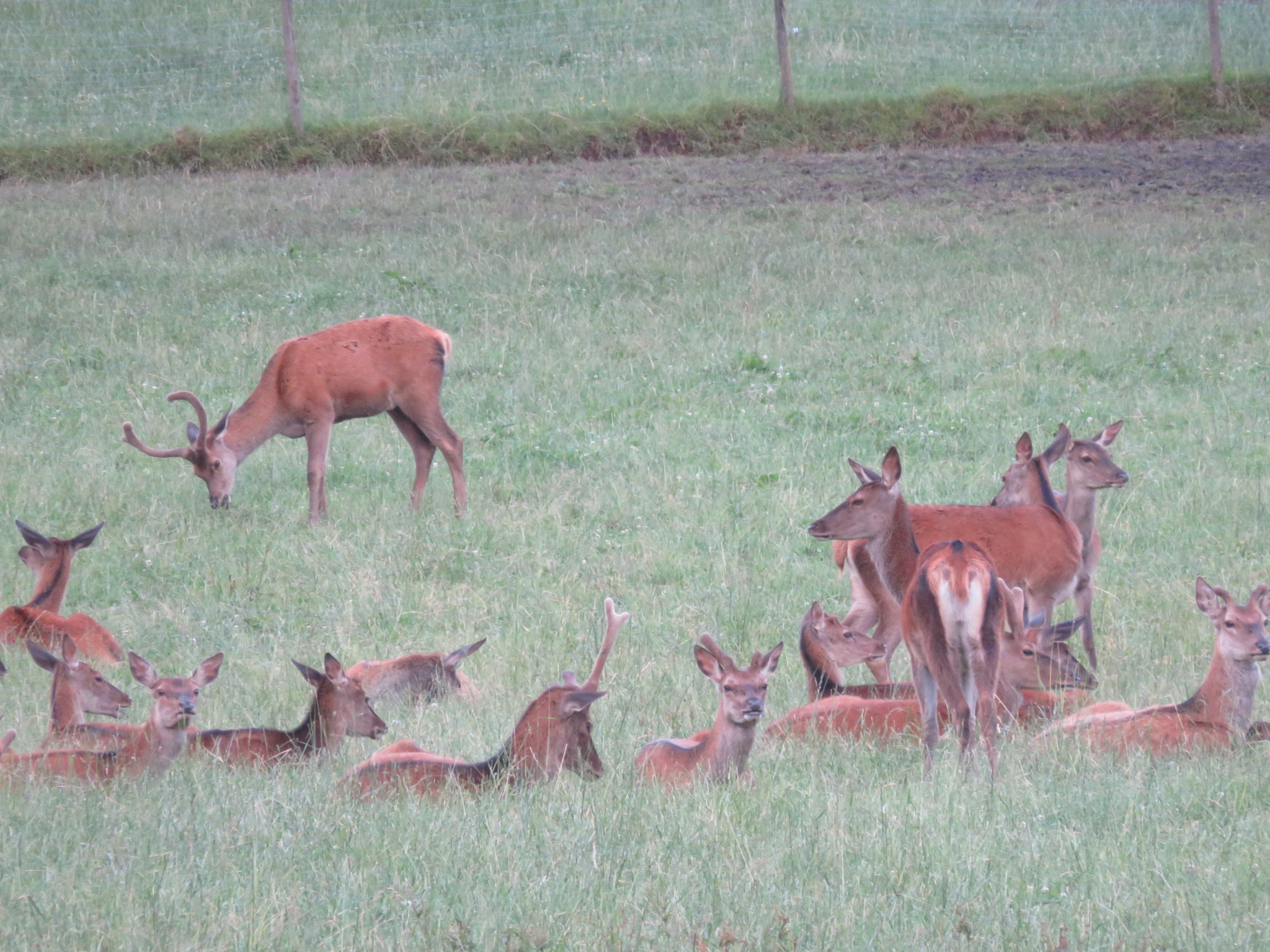
Troupeau de cerfs d'élevage en pâturage

Plusieurs espèces de la famille des cervidés sont aptes à être élevés par l’homme : 
- Le renne (Rangifer tarandus)
- Le cerf élaphe (Cervus elaphus)
- Le daim (Dama dama)
- Le cerf sika (Cervus nippon)
- Le cerf rusa (Cervus timorensis)
- Autres espèces : chevreuil, élan...

## Productions

### Viande
Dans les pays occidentaux, le cerf est aujourd'hui essentiellement élevé pour sa viande, aussi appelée venaison. Elle est obtenue principalement par l'abattage de jeunes mâles âgés de 16 à 18 mois ou de 28 à 30 mois. Elle est beaucoup consommée en fin d'année lors des fêtes. La viande de jeunes cerfs est maigre, c'est-à-dire qu'elle ne contient que très peu de tissus gras (5 à 7 % de la carcasse). 

### Velours
Les jeunes bois des cerfs sont recouverts de velours, un tissu vivant qui va permettre d'irriguer les bois en sang afin qu'ils puissent grandir. La production de velours est très demandée par les pays asiatiques où il est utilisé dans des préparations médicinales. Pour récupérer le velours, il est nécessaire de faire une anesthésie générale à l’animal car c'est une opération douloureuse. Les bois sont sciés puis stockés au froid avant d’être exportés.

## Conditions d’élevage

### Alimentation
Le cerf est un ruminant et son comportement alimentaire est donc très proche de ceux des bovins, ovins et caprins. Cela permet d'utiliser les mêmes outils de calcul pour déterminer ses besoins en protéine et en énergie que pour les autres ruminants d'élevages. Les besoins alimentaires peuvent varier surtout chez la biche selon son stage physiologique (le rut, le début de gestation, la fin de gestation et la lactation).